# Cordelia (mythische koningin)
Koningin Cordelia was volgens de legende, zoals beschreven door Geoffrey of Monmouth, koningin van Brittannië van 801 v.Chr. - 796 v.Chr. Zij was de jongste dochter van koning Leir, en de tweede koningin van Brittannië.  
Alhoewel Cordelia Leirs favoriete dochter was, werd haar geen land toegewezen toen het koninkrijk werd verdeeld. Cordelia trouwde met Aganippus, de koning van de Franken, en zij vertrokken naar Gallië.
Toen Leir door zijn andere dochters uit Brittannië werd verbannen vluchtte hij naar Gallië, naar Cordelia en haar man. Met de hulp van zijn dochter en de Gallische edelen heroverde Leir de Britse troon. Toen hij drie jaar later overleed werd hij opgevolgd door Cordelia.
Cordelia regeerde in vrede gedurende vijf jaar, totdat de zonen van haar zusters volwassen werden. Deze neven, Marganus en Cunedagius, waren de hertogen van respectievelijk Cornwall en Alba (Schotland), en zij verachtten een vrouw op de troon. Zij maakten aanspraak op erfopvolging in lijn, en omdat Cordelia de jongste dochter van Leir was, had zij huns inziens geen rechten op de troon.
De hertogen trokken ten strijde tegen Cordelia, die persoonlijk deelnam aan een aantal veldslagen. Zij werd uiteindelijk gevangengezet door haar neven, en pleegde zelfmoord. Cunedagius volgde haar op in het gebied ten zuiden van de Humber. Marganus nam het noordoostelijke deel van het koninkrijk. Al snel raakten ze met elkaar in de oorlog, deze oorlog zou bekend komen te staan als de Burgeroorlog tussen Alba en Cornwall.